# Люди десяти книг
«Люди десяти книг» — фантастический рассказ Джека Вэнса, написанный им в 1951 году. Рассказ явился своего рода насмешкой над американской рекламой, в частности, над дешёвыми научно-популярными книгами.

## Сюжет
Земные исследователи открывают планету, на которой живут много лет назад сюда привезённые и впоследствии забытые колонисты. В качестве источника знаний у этих колонистов имелась лишь научно-популярная энциклопедия в 10 томах. Однако колонистам так и не удалось создать космических кораблей, ибо в энциклопедии столь сложный материал не был представлен. 
Через 300 лет на планету прилетают исследователи и высокому уровню культуры и развития общества колонии. При этом сами колонисты считают свою жизнь и уровень своего развития очень далёким от земного, так как судят о нём по содержанию 10-томной энциклопедии (как выразился один из исследователей, её составители были выдающимися рекламными деятелями, которые чрезвычайно приукрасили достижения Земли). Поражённые исследователи пытаются поскорее улететь с планеты, дабы не открывать колонистам разочаровывающей правды о Земле и не вносить смуты в их процветающий мир. Тем не менее, один из высших чинов колонистов проникает на космический корабль и объясняет исследователям, что подобные вопросы необходимо решать демократическим путём, исходя из которого колонисты, узнав реальное положение дел, должны сами решить, нужны ли им общие взаимоотношения с Землёй.